# Thalamarchella
Thalamarchella is een geslacht van vlinders van de familie sikkelmotten (Oecophoridae), uit de onderfamilie Depressariinae.

## Soorten
- T. alveola (Felder & Rogenhofer, 1875)
- T. aneureta Common, 1964
- T. robinsoni Common, 1964